# Morten Chemnitz
Morten Chemnitz (født 1984) er dansk digter og oversætter. Han debuterede med samlingen Inden april (2013). Han har oversat væsentlige franske forfattere til dansk, bl.a. Marguerite Duras og Édouard Levé. Han arbejder også som redaktør ved Forlaget Arena.

## Bøger
- Inden april, forlaget Gyldendal, 2013.
- Bindingerne, forlaget Gyldendal, 2016.

## Oversættelser
- Sommeren 80, Marguerite Duras, forlaget Arena, 2012.
- Selvportræt, Édouard Levé, forlaget Basilisk, 2015
- Fartøjet Night, Marguerite Duras, forlaget Arena, 2016
- Endda, Maël Guesdon, forlaget Arena, 2017
- En stamtavle, Patrick Modiano, forlaget Arena, 2017.
- Selvmord, Édouard Levé, forlaget Basilisk, 2017.
- Himlenes bog, Leslie Kaplan, forlaget Basilisk, 2019